# آبنوس (چوب)

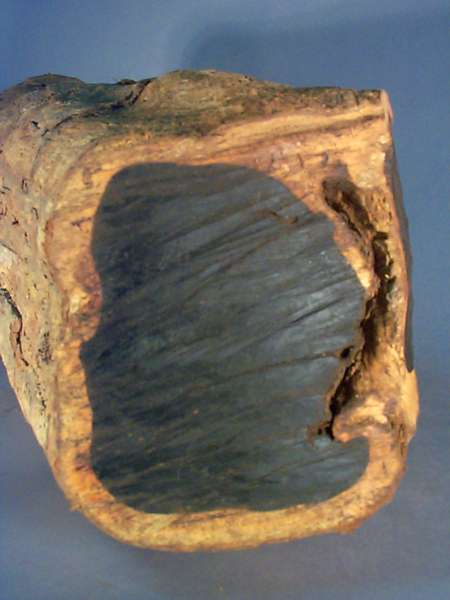
یک نوع آبنوس ناهموار

آبنوس (به یونانی: ἔβενος) نوعی سخت‌چوب تیره‌رنگ یا سیاه و مقاوم با چگالی نسبتاً بالا است که معمولاً به چندگونه مختلف در سرده خرمالو گفته می‌شود. چگالی آبنوس به اندازه‌ای است که در آب فرومی‌رود. چوب آبنوس دارای بافت ریز و ظریفی است و در هنگام جلا بسیار هموار و صاف می‌شود که این مسئله آن را به یک چوب زینتی ارزشمند تبدیل کرده است ، لغت آبنوس از ریشه زبان مصری «هبن»، و از طریق زبان یونانی باستان «هبنس» خوانده می‌شود.در زبان انگلیسی ebony نیز تلفظ می شود.

## گونه
آبنوس درختی استوایی است که در آفریقا، و نیز در ماداگاسکار، هند، ژاپن، جزایر فیلیپین، آمریکای شمالی و جنوبی می‌روید و سیاه‌ترین آبنوس، یعنی گونهٔ مرغوب آن، از سیلان و جزایر هند شرقی به دست می‌آید. انواع آبنوس گاه تا ارتفاع ۱۵ متر نیز رشد می‌کند. پوست این درخت خاکستری تیره، مغز آن معمولاً سیاه‌رنگ و قسمت خارجی چوب، سفید، خاکستری یا میخکی روشن است. گونه‌های مختلف آبنوس شامل آبنوس بومی مناطق جنوبی هند و سری‌لانکا، آبنوس آفریقایی متعلق به مناطق بومی غربی آفریقا، و آبنوس ماکاسار بومی مناطق اندونزی که به چوب‌های چند رنگ و انبوه درختانش شهرت دارد.

## موارد استفاده:
از چوب آبنوس برای ساخت مبلمان، عصا، پیپ و قطعات لوازم موسیقی استفاده میشود. امروزه از چوب ابنوس یه عنوان تزیین آکواریوم و تراریوم نیز استفاده میشود

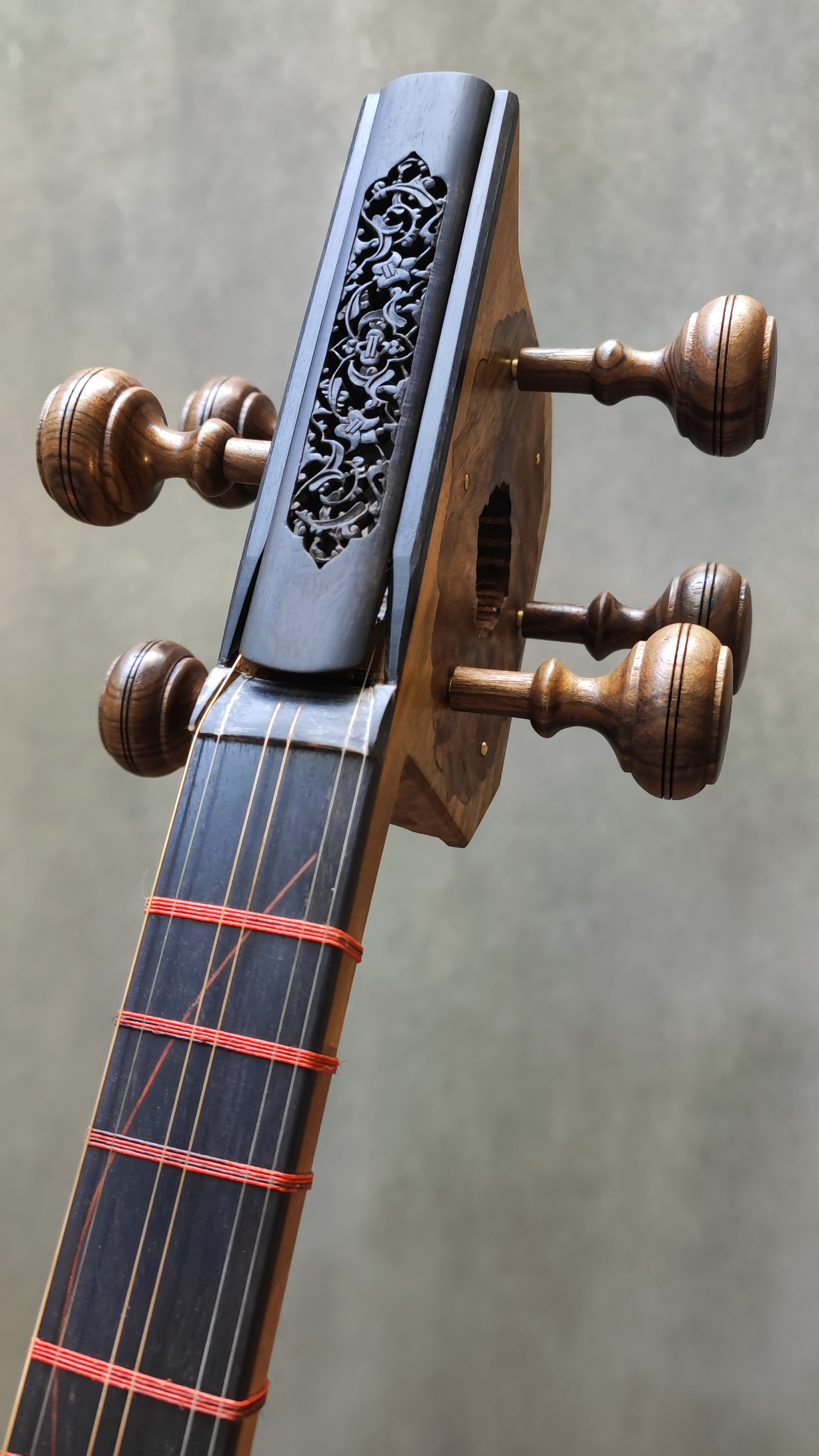
سرپنجه ساز تار تزیین شده با چوب آبنوس